# Monthly CoroCoro Comic
Monthly CoroCoro Comic (月刊コロコロコミック, Gekkan KoroKoro Komikku) est un magazine de prépublication de mangas mensuel de type kodomo publié par Shōgakukan depuis le 15 mai 1977. Certaines des séries publiées dans ses pages sont devenues de véritables phénomènes au Japon, tel que Doraemon, mais il est surtout connu pour publier une majorité de mangas adaptés le plus souvent de jeux vidéo, tels que Pokémon, Super Mario, Wario, Kirby ou Splatoon.
Le magazine a trois dérivés : Bessatsu CoroCoro Comic (別コロコロコミック) et CoroCoro Ichiban! (コロコロイチバン), tous deux bimensuels, ainsi que CoroCoro Aniki (コロコロアニキ), publié à un rythme trimestriel.

## Historique
Le magazine est créé en 1977 pour publier des chapitres de Doraemon, l'un des mangas les plus célèbres au Japon, jusqu'alors publiées dans divers magazines de l'édition Shōgakukan.
Le manga Pocket Monsters inspiré de la franchise de jeu vidéo Pokémon débute dans le magazine pour la sortie du jeu.(1995)Depuis, les premières images des nouveaux jeux Pokémon sont généralement dévoilées dans le CoroCoro Comic.(original)
Monthly CoroCoro Comic est le troisième magazine de prépublications le plus vendu au Japon avec un tirage moyen de 1,01 million d'exemplaires derrière Weekly Shonen Jump 1er, avec un tirage moyen de 2,872 millions et Weekly Shonen Magazine, 2e avec 1,571 million d'exemplaires tirés en moyenne. À l'instar de ses concurrents, le magazine a publié de nombreux mangas en version reliée, sous un label éponyme, après leur parution mensuelle.
En 2017, le magazine célèbre son 30e anniversaire avec une exposition au Musée international du manga de Kyoto

### Liste des séries
| Titre                                                                                   | Auteur                                               | Première publication |
| --------------------------------------------------------------------------------------- | ---------------------------------------------------- | -------------------- |
| Super Mario: Manga Adventures (スーパーマリオくん)                                      | Yukio Sawada                                         | octobre 1994         |
| Keshikasu-kun (ケシカスくん)                                                            | Noriyuki Morase                                      | mai 2004             |
| Usotsuki! Gokuo-kun (ウソツキ!ゴクオーくん)                                             | Makoto Yoshimoto                                     | août 2012            |
| Yo-kai Watch (妖怪ウォッチ)                                                             | Noriyuki Konishi                                     | décembre 2014        |
| Beyblade Burst (ベイブレードバースト)                                                   | Hiro Morita                                          | novembre 2018        |
| Kirby Fantasy - Gloutonnerie À Dream Land (星のカービィ 〜まんぷくプププファンタジー〜) | Ibuki Takeuchi (dessin), Masahiro Sakurai (scénario) | octobre 2017         |
| Grandpa Danger (なんと!でんぢゃらすじーさん)                                            | Kazutoshi Soyama                                     | mars 2017            |
| Splatoon (Splatoon)                                                                     | Sankichi Hinodeya                                    | aout 2015            |
| Manga de! Nyanko dai Sensō (まんがで!にゃんこ大戦争)                                    | Fujiminosuke Yorozuya                                | novembre 2018        |
| Rich Police Cash! (リッチ警官 キャッシュ!)                                              | Sakuya Kuroda                                        | octobre 2019         |
| Pocket Monsters (ポケットモンスター 〜サトシとゴウの物語！〜)                           | satoshi yamamoto                                     | novembre 1996        |
| Deka Sugi Dekka-kun (デカ杉デッカくん)                                                  | Kanaki Azuma                                         | janvier 2020         |
| Duel Masters King (デュエル・マスターズ キング)                                         | Shigenobu Matsumoto                                  | février 2020         |
| Minecraft - Sekai no Hate no Tabi (マインクラフト 〜世界の果てへの旅〜)                 | Kazuyoshi Seto                                       | avril 2020           |
| Ninjala (ニンジャラ)                                                                    | Hiroshi Kanebayashi                                  | mai 2020             |
| Atsumare Dōbutsu no Mori ~Mujintō Diary~ (あつまれ どうぶつの森 〜無人島Diary〜)        | Coconas ☆ Runba                                      | juillet 2020         |
| Fortnite (フォートナイト)                                                               | Naoto Katsumi                                        | octobre 2020         |
| Black Channel (ブラックチャンネル)                                                      | Satoshi Kisaichi                                     | octobre 2020         |
| Ore Dake wa Matomo kun (オレだけはマトモくん)                                           | Natsu Toshiki Nakamura                               | janvier 2021         |
| Karameru (からめる)                                                                     | ?                                                    | avril 2021           |
| Cheinrensā (チェインレンサー)                                                           | Teruaki Mezuno (dessin), SEGA (scénario)             | juin 2021            |
| Muteki (ムテキ)                                                                         | Shinnosuke Tsuchida                                  | juillet 2021         |
| MINI4KING (MINI4KING)                                                                   | Yūki Imada (dessin), Hiroyuki Takei (scénario)       | août 2021            |
| Gyakushū Supai X Kyaribā (逆襲スパイ Xキャリバー)                                       | Yuya Furumoto                                        | septembre 2021       |
| ore dayo wario dayo (よ、ワリオです)                                                    | yukio sawada                                         | septembre 2021       |

## Mangas notables
- Dash & Spin Chōsoku Sonic
- Doraemon (édité en France par Kana)
- Game Center Arashi
- Super Mario: Manga Adventures (édité en France par Soleil Manga)
- 100% Pascal-sensei Inazuma Eleven / Go / Ares Splatoon (manga) (édité en France par Soleil manga )
- pokémon soleil et lune (édité en france par kurokawa )